# Чонбури
Чонбури е една от 76-те провинции на Тайланд. Столицата ѝ е едноименния град Чонбури. Населението на провинцията е 1 040 865 жители (2000 г. – 16-а по население), а площта 4363 кв. км (51-ва по площ). Намира се в часова зона UTC+7. Разделена е на 11 района, които са разделени на 92 общини и 691 села.